# Mega Man 2
Mega Man 2, in Giappone Rockman 2: Dr. Wily no Nazo (ロックマン2 Dr.ワイリーの謎?, Rokkuman 2: Dokutā Wairī no Nazo, lett. "Rockman 2: Il mistero del Dr. Wily"), è un videogioco a piattaforme della Capcom, che fa parte della serie Mega Man. È il secondo titolo della serie, sempre pubblicato per Nintendo Entertainment System. Con più di 1,5 milioni di copie vendute in tutto il mondo, Mega Man 2 rimane il videogioco più venduto della serie. La critica ha apprezzato la sua colonna sonora, il suo gameplay ed è stato nominato uno dei migliori giochi NES. La traccia udibile durante le prime 2 fasi del castello del Dr. Wily è diventata una delle più amate nella storia dei videogiochi, arrivando al secondo posto nella classifica di Screwattack "Top 10 Videogame Themes Ever", e spesso ritenuta la più bella della serie.

## Trama
Un anno dopo la sconfitta da parte di Mega Man, il Dr. Wily riesce a costruire una nuova fortezza popolata da otto Robot Masters; Mega Man dovrà sconfiggerli per poi confrontarsi di nuovo con il malvagio scienziato.

## Modalità di gioco
Con questo gioco vengono introdotte alcune migliorie: un sistema di password, che permette di riprendere il gioco dove si è lasciato, e nuovi oggetti bonus. Il gioco introduce i serbatoi di energia, che ricaricano al massimo la salute di Mega Man, e dopo aver completato alcuni livelli, il Dr. Light contatterà Mega Man per dargli uno dei tre oggetti di trasporto che si possono usare come piattaforme: l'oggetto 1, ottenibile sconfiggendo Heat Man, si muove in verticale, l'oggetto 2 si ottiene sconfiggendo Air Man e si muove orizzontalmente e l'oggetto 3, ottenibile sconfiggendo Flash Man, rimbalza sul pavimento e può muoversi lungo i muri a cui si attacca. Questi oggetti verranno poi combinati tra loro in Mega Man 3 con l'introduzione di Rush il cane. Una curiosità è che da questo gioco in poi, i Robot Masters che compaiono nella serie classica vennero scelti tramite gare di design in cui migliaia di giovani fan inviarono alla Capcom i loro design per i robot, e gli otto design vincitori sarebbero stati rifiniti e usati nel gioco finale. Questa tradizione continuò fino a Mega Man 8, in cui sei degli otto Robot Masters vennero scelti secondo questo processo.

### Robot Masters
| #       | Robot Master | Disegnatore        | Arma | Debolezza |
| ------- | ------------ | ------------------ | --- | --- |
| DWN-009 | Metal Man    | Masanori Satou     | Metal Blade (Lama di metallo) Una sega circolare che può essere lanciata in tutte le direzioni. È nota come una delle armi migliori della serie per il suo costo di energia leniente e per la sua grande versatilità.                                   | Quick Boomerang e Metal Blade (Un oggetto lanciato può bloccarne un altro, soprattutto se si muove velocemente. Inoltre, Metal Man è il primissimo robot costruito dal Dr. Wily, e a causa di un difetto di design, è particolarmente debole alla sua stessa arma.) |
| DWN-010 | Air Man      | Youji Kanazawa     | Air Shooter (Spara-aria) Spara tre tornado in un arco verso l'alto. Ottimo contro i nemici in alto. | Leaf Shield (Le foglie e altri piccoli oggetti possono incastrarsi all'interno dei ventilatori, e questo li surriscalda e li danneggia.) |
| DWN-011 | Bubble Man   | Takashi Tanaka     | Bubble Lead (Bolla-guida) Una pesante bolla di acido solforico che segue un percorso rasoterra e colpisce i nemici. Mega Man può sparare più bolle alla volta. È l'unica arma in grado di sconfiggere il boss finale, l'alieno.                         | Metal Blade (Gli oggetti appuntiti fanno scoppiare le bolle col minimo tocco.) |
| DWN-012 | Quick Man    | Hirofumi Mizoguchi | Quick Boomerang (Boomerang rapido) Un boomerang affilato che prende leggermente quota e poi scende mentre torna indietro. Veloce, ma con un raggio d'azione abbastanza corto.                                                                           | Time Stopper e Crash Bomber (La velocità non serve a niente senza lo scorrere del tempo, e tutti i Robot Masters hanno un dispositivo che li rende immuni al Time Stopper, ma quello di Quick Man è difettoso, rendendolo vulnerabile ai suoi effetti. Inoltre, anche se le esplosioni non colpiscono direttamente, chi subisce l'impatto potrebbe venire scaraventato via e perdere il controllo dei suoi movimenti.) |
| DWN-013 | Crash Man    | Akira Yoshida      | Crash Bomber (Bombarda demolitrice) Una bomba che si aggancia ai muri o ai nemici ed esplode dopo qualche secondo. Può anche distruggere i muri arancioni.                                                                                              | Air Shooter (Crash Man salta ogni volta che Mega Man apre il fuoco, facendolo finire nella traiettoria dei tornado. Inoltre, gli esplosivi possono potenzialmente finire in posizioni sfavorevoli se vengono spazzati via dal vento, limitandone i danni.) |
| DWN-014 | Flash Man    | Tomoo Yamaguchi    | Time Stopper (Ferma-tempo) Ferma il tempo per qualche secondo, immobilizzando nemici e ostacoli. Tuttavia, Mega Man non potrà sparare o cambiare arma finché l'effetto è attivo.                                                                        | Crash Bomber e Metal Blade (Flash Man deve stare fermo per fermare il tempo, e in questo periodo, rimane esposto all'esplosione di un'eventuale bomba.) |
| DWN-015 | Heat Man     | Toshiyuki Kataoka  | Atomic Fire (Fuoco atomico) Una palla di fuoco che può essere caricata per un massimo di tre livelli di forza e dimensione prima di essere sparata. Tuttavia, la carica richiede tempo, e più la palla di fuoco viene caricata, più energia consuma.    | Bubble Lead (Le bolle sono fatte di acqua, che spegne il fuoco.) |
| DWN-016 | Wood Man     | Masakatsu Ichikawa | Leaf Shield (Scudo di foglie) Quattro foglie che roteano attorno a Mega Man, fungendo da scudo. Se Mega Man si sposta, lo scudo può essere scagliato in quattro direzioni, ma consuma energia armi al lancio. Le foglie spariscono se toccano qualcosa. | Atomic Fire, Metal Blade e Air Shooter (Wood Man è stato creato con legno di cipresso giapponese con solo un sottile rivestimento di metallo, e gli alberi possono essere bruciati dal fuoco o abbattuti con una sega per ricavarne il legno. Inoltre, il vento può far cadere le foglie dagli alberi, soprattutto in autunno, e se è particolarmente forte, può anche far cadere l'albero.)                           |

### Boss nel castello del Dr. Wily
- Dragon: Il primo boss nel castello del Dr. Wily, un drago robotico che attacca alitando fuoco verso Mega Man.
- Wall Robot: Non un singolo nemico ma molteplici.
- Gutsdozer: Un carro armato gigante con le sembianze di Guts Man.
- Wall Shooters: Altra bizzarra invenzione del Dr. Wily, cinque postazioni di fuoco cercheranno di colpire Mega Man da tutte le direzioni.
- Wily Machine 2: Il Dr. Wily attaccherà Mega Man dalla sua macchina gigante. Questo boss è identico a quello finale del primo Mega Man.
- Alien Holograph: Il boss finale del videogioco, è un ologramma creato da una macchina del Dr. Wily.

## Differenze con il primo capitolo
Questo gioco presenta delle differenze con il capitolo precedente che verranno mantenuti in tutti i giochi successivi:
- È stato tolto il punteggio e di conseguenza, anche gli oggetti per farlo aumentare.
- È stato aumentato il numero di robot da battere, salendo da sei a otto.
- Il castello del Dr. Wily ha ora una mappa durante la transizione da un livello all'altro.
- Non è più possibile mettere in pausa il gioco, solo cambiare arma.
- Gli sprite degli oggetti che facevano recuperare la vita e l'energia delle armi a Mega Man sono stati cambiati.
- Il corridoio del boss è più corto e sono stati rimossi i nemici al suo interno.
- L'arma presa dai Robot Master dopo il completamento di un livello viene mostrata prima dopo aver sconfitto il boss.
- L'aspetto dell'UFO del Dr. Wily è stato cambiato.